# Liste des interstates en Arizona
Les Interstates en Arizona font partie du réseau des autoroutes inter-états et sont entretenues par le Arizona Department of Transportation (ADOT). Elles parcourent près de 1169 miles (1881 km) et sont au nombre de six. Toutes les autoroutes inter-États en Arizona sont des autoroutes principales. La plus longue est l'I-10, laquelle parcourt le sud et le centre de l'État d'ouest en est, passant par Phoenix. Toutes les autoroutes d'Arizona ont remplacé ou se sont superposées à certaines US Routes, en déclassant certaines ou en formant de longs multiplex avec d'autres.

## Liste
| Numéro       | Longueur (mi) | Longueur (km) | Terminus sud / ouest                                         | Terminus nord / est                                             | Créée    | Notes                                  |
| ------------ | ------------- | ------------- | ------------------------------------------------------------ | --------------------------------------------------------------- | -------- | -------------------------------------- |
| I-8          | 178,33        | 286,99        | I-8 à la frontière avec la Californie à Yuma                 | I-10 à Casa Grande                                              | 1958     | A remplacé la US 80                    |
| I-10         | 392,33        | 631,39        | I-10 à la frontière avec la Californie à Ehrenberg           | I-10 à la frontière avec le Nouveau-Mexique près de San Simon   | 1960     | A remplacé la US 60, US 70 et la US 80 |
| I-11         | —             | —             | I-19 BL à Nogales                                            | I-11 / US 93 à la frontière avec le Nevada près de Boulder City | proposée | Remplacera la US 93                    |
| I-15         | 29,39         | 47,30         | I-15 à la frontière avec le Nevada près de Mesquite          | I-15 à la frontière avec l'Utah près de Saint George            | 1962     | A remplacé la US 91                    |
| I-17         | 145,76        | 234,58        | I-10 / US 60 à Phoenix                                       | I-40 à Flagstaff                                                | 1957     | A remplacé la US 89                    |
| I-19         | 63,35         | 101,95        | I-19 BL à Nogales                                            | I-10 à Tucson                                                   | 1963     | A remplacé la US 89                    |
| I-40         | 359,48        | 578,53        | I-40 à la frontière avec la Californie près de Golden Shores | I-40 à la frontière avec le Nouveau-Mexique à Lupton            | 1962     | A remplacé la US 66 et la US 89        |
| - Non-ouvert |               |               |                                                              |                                                                 |          |                                        |